# Hoàng Văn Liên
Hoàng Văn Liên (SN 1965) là một chính trị gia người Việt Nam. Ông hiện là Đại biểu Quốc hội Việt Nam khóa XIV, XV nhiệm kì 2016-2026 tỉnh Long An, Phó Chủ nhiệm Ủy ban Tư pháp Quốc hội

## Xuất thân
Hoàng Văn Liên quê quán ở xã Tiến Lộc, huyện Hậu Lộc, tỉnh Thanh Hoá.
Ông cư trú tại thành phố Tân An, tỉnh Long An.

## Giáo dục
- Giáo dục phổ thông: 12/12
- Cử nhân Luật, Đại học Pháp lý chuyên ngành Đào tạo cán bộ Tòa án
- Cử nhân lí luận chính trị

## Sự nghiệp
Ông gia nhập Đảng Cộng sản Việt Nam vào ngày 30/6/1984.
Ông từng là chính tòa Tòa dân sự Tòa án nhân dân tối cao, thành viên Hội đồng Thẩm phán Tòa án nhân dân tối cao.
Tháng 2 năm 2015, ông là Ủy viên Ban Chấp hành Tỉnh ủy Long An, được bầu bổ sung vào chức vụ Phó Chủ tịch Ủy ban Nhân dân tỉnh Long An nhiệm kỳ 2011-2016.
Khi ứng cử đại biểu Quốc hội Việt Nam khóa XIV vào tháng 5 năm 2016 ông đang là Tỉnh ủy viên, Phó Chủ tịch Ủy ban nhân dân tỉnh Long An, làm việc ở Ủy ban nhân dân tỉnh Long An.
Ông đã trúng cử đại biểu Quốc hội năm 2016 ở đơn vị bầu cử số 3, tỉnh Long An gồm có thị xã Kiến Tường và các huyện: Thạnh Hóa, Tân Thạnh, Mộc Hóa, Vĩnh Hưng, Tân Hưng, được 122.768 phiếu, đạt tỷ lệ 50,93% số phiếu hợp lệ.
Ông đã được miễn nhiệm chức vụ Phó chủ tịch UBND tỉnh Long An.
Ông hiện là Phó chủ nhiệm Ủy ban Tư pháp của Quốc hội.